# Доктрина справедливості Федеральної комісії зі зв'язку США
Доктрина справедливості Федеральної комісії з питань зв'язку (FCC) — політика, що вимагала від власників ліцензій на трансляцію представляти спірні питання, що мають суспільне значення, і робити це таким чином, який на думку FCC був чесним, справедливим та збалансованим. Була введена 1949 року, але ліквідована в 1987 році, а в серпні 2011 року з Федерального реєстру було виключене правило, яке регламентувало цю доктрину.
Доктрина справедливості мала два основні елементи: вона вимагала від телерадіокомпаній присвятити частину свого ефірного часу обговоренню суперечливих питань, що становлять суспільний інтерес, та висловлюванню контрастних (протилежних) поглядів щодо цих питань. Станціям була надана широта щодо того, як надати контрастні погляди: це можна було зробити за допомогою сегментів новин, ток-шоу тощо. Доктрина не вимагала рівного часу для протилежних поглядів, але вимагала представити контрастні точки зору. Скасування цього правила деякі автори вважають фактором, що сприяє зростанню рівня партійної поляризації у Сполучених Штатах.
Основна мета доктрини полягала в тому, щоб глядачі були ознайомлені з різноманітністю точок зору. У 1969 році Верховний суд Сполучених Штатів у справі Red Lion Broadcasting Co. проти FCC підтримав загальне право FCC на виконання доктрини справедливості. Суд обґрунтовував, що дефіцит широкомовного спектру, який обмежував можливість доступу до хвиль, створював потребу в доктрині. Але суд не постановив, що FCC зобов'язана впроваджувати таку політику.